# 长宁县
长宁县是中国四川省宜宾市所辖的一个县。总面积975平方公里，人口约43.3万人。

## 行政区划
长宁县下辖13个镇：
长宁镇、梅硐镇、双河镇、硐底镇、花滩镇、竹海镇、老翁镇、古河镇、龙头镇、铜鼓镇、井江镇、铜锣镇和梅白镇。

## 环境经济
长宁县有森林65.5万亩，森林覆盖率44%，有竹林面积45.8万亩，被国家林业局评为“中国竹子之乡”。蜀南竹海环境优美，景色怡人，被称为中国最美十大森林之一及中国旅游胜地四十佳之一。
长宁县城距宜宾菜坝机场50公里，东临长江的宜宾港长宁香炉滩码头已建成并投入规模化运营。省道S308斜贯县境中部、北部6个乡镇，是目前到泸州、重庆的主要通道；S309横贯县境南部山区，是通往云南、贵州及福建、广东等沿海省市的重要通道。宜长路是长宁通往宜宾、成都的重要干线，已建成宽16.5米双向四车道快速通道。宜泸渝、宜叙高速公路已建成通车。成贵高铁设有长宁站，长宁到成都、贵阳只需要一小时。
长宁县是四川第一个国家级卫生县城。同时也是荣获“全国优质果品基地县”、“全国生态农业试点县”、“全国山区综合开发示范县”、“全国农业产业化示范县”、“全国电气化示范县”、“全国科技工作先进县”等称号。

## 地震
长宁县于2019年6月17日14时55分45秒（UTC）发生6.0级地震，震源深度10千米，四川省多县市震感明显。
中国地质调查局认为，本次地震是一场走滑兼逆冲型地震。在此次地震中，重庆、成都、泸州、乐山、南充等地震感强烈。此次地震造成震区至少13人死亡，229人受伤，直接经济损失88.89亿元人民幣。

## 特产
长宁竹荪：国家地理标志产品。长宁长裙竹荪具有“朵裙大、肉质厚、鲜味浓郁、营养丰富”等品质特性。长宁县已成为全国最大的长裙竹荪种植基地，产销量占全国市场三分之一。